# KHTML
KHTML（ケーエイチティーエムエル）は、 KDEプロジェクトにより開発されていたHTMLレンダリングエンジンである。1990年代後半にKDEのウェブブラウザであるKonquerorブラウザのエンジンとして始まったが、2016年に活発な開発が停止し、2023年に正式に廃止された。
KPartフレームワークのもとで開発され、C++で実装されている。HTML 4.01、CSSレベル1およびレベル2、DOMレベル1およびレベル2、レベル3の一部、ECMAScriptをサポートする。CSSに関してはAcid2テストをクリアする実装が施されている。ウェブ標準をサポートするように開発されているほか、できる限り多くのページをレンダリングできるよう、マイクロソフトによるInternet Explorerのいくつかの非標準な機能をサポートしている。
KHTMLはソフトウェアの構成要素として単独利用することが可能であったが、後にAppleが自社のmacOSに搭載するために作ったウェブブラウザSafariでは、これに手を加えたWebKitが使用されている。
KHTMLを搭載するブラウザはあまり知られておらず、多くのウェブサイトはKHTMLのサポートを行わないか、もしくはKonquerorにてサイトが正確に動作するにもかかわらずサポートしていない。例えば、GmailはKonquerorが自身をFirefoxであると報告しない限り、正常に動作しない。

## KHTML を採用するソフトウェア
- Konqueror
- Tavia（タビアたん）[3]